# Miopsalis leakeyi
Miopsalis leakeyi is een hooiwagen uit de familie Stylocellidae. De originele naamcombinatie (protoniem) was Stylocellus leakeyi Shear, 1993.